# Trzciel (stacja kolejowa)
Trzciel – nieczynna stacja kolejowa w Trzcielu, w województwie lubuskim, w Polsce.

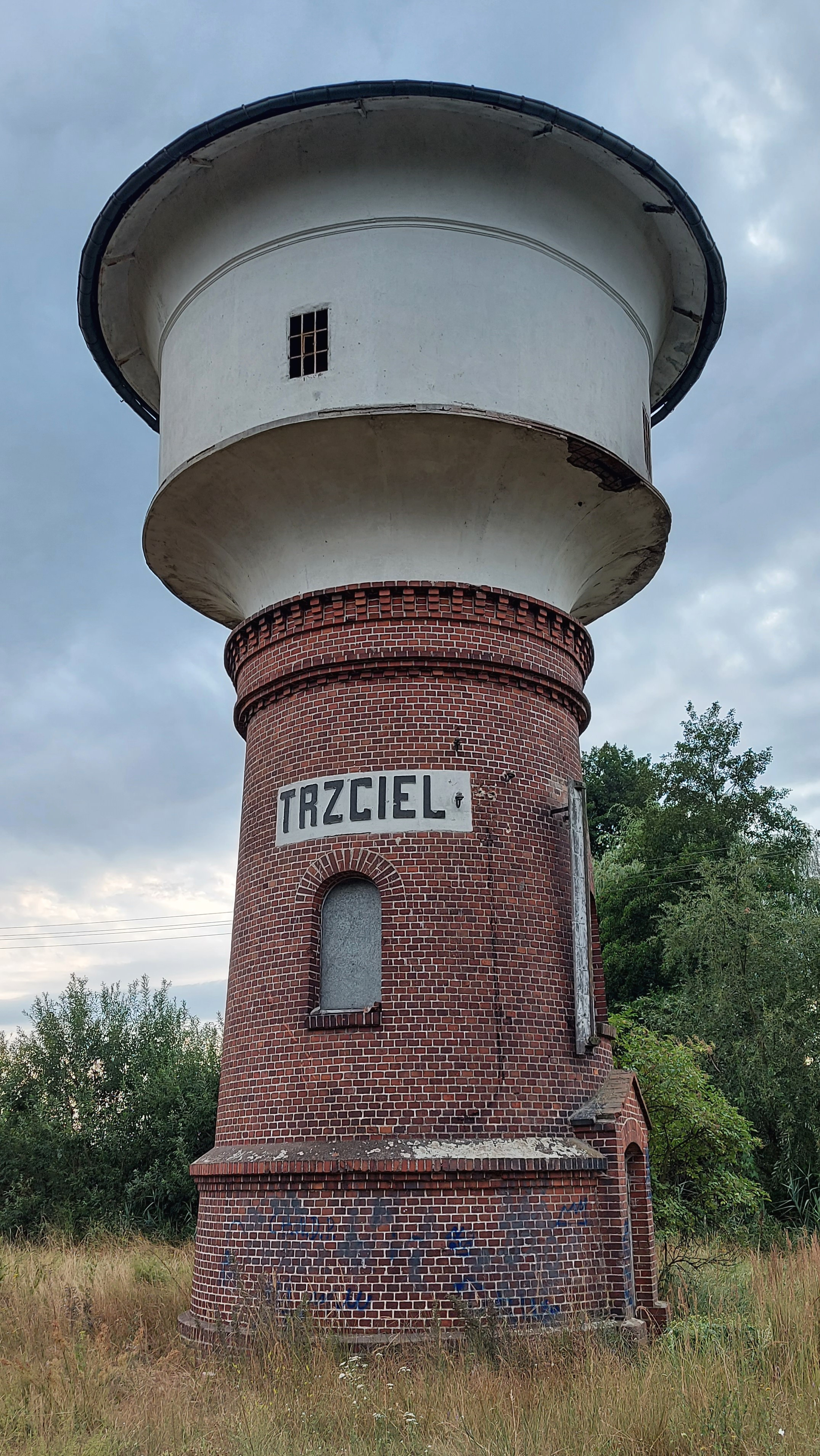
Wieża wodna stacji kolejowej w Trzcielu
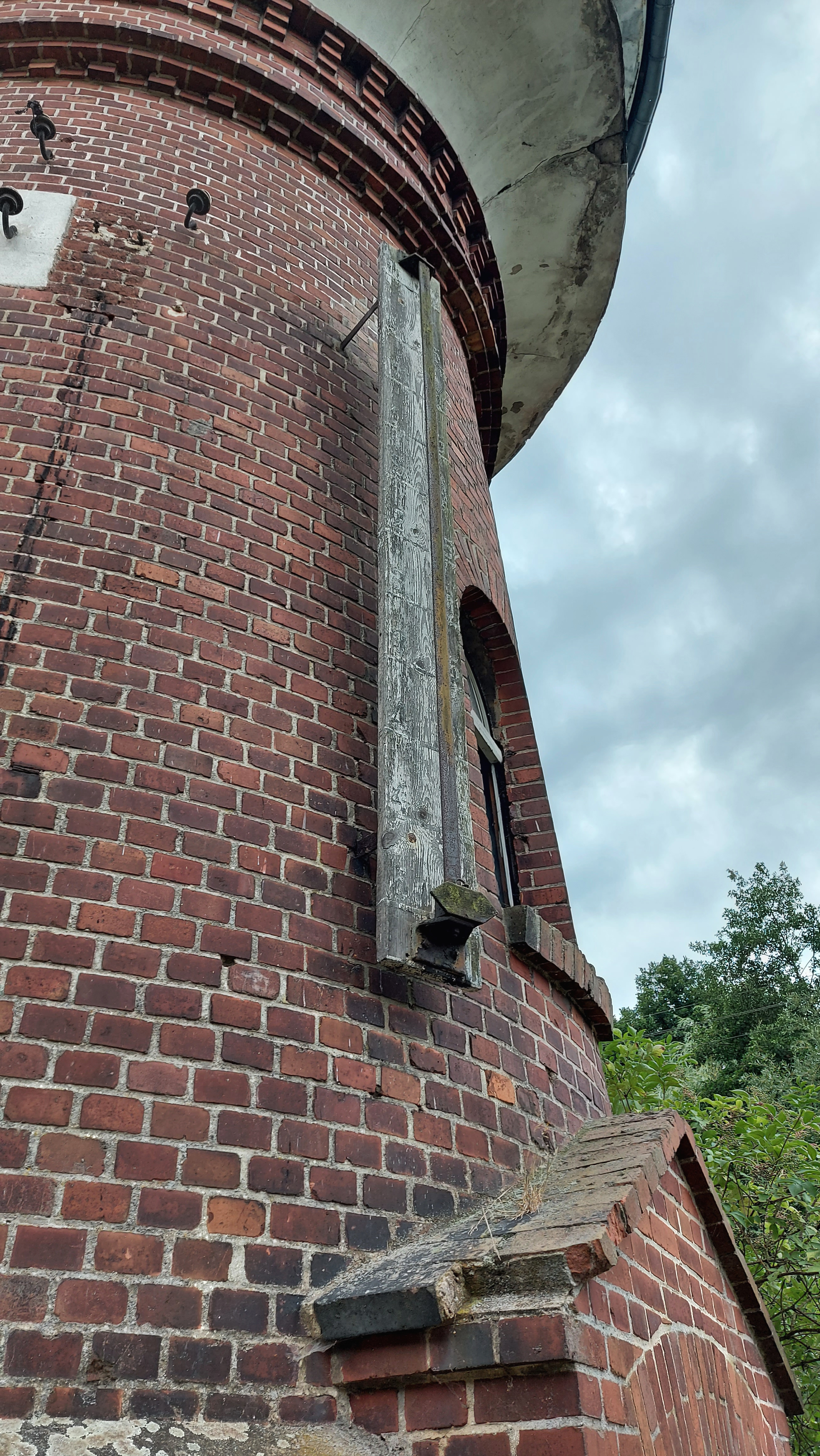
Wskaźnik poziomu wody na wieży wodnej